# Mary Doria Russell

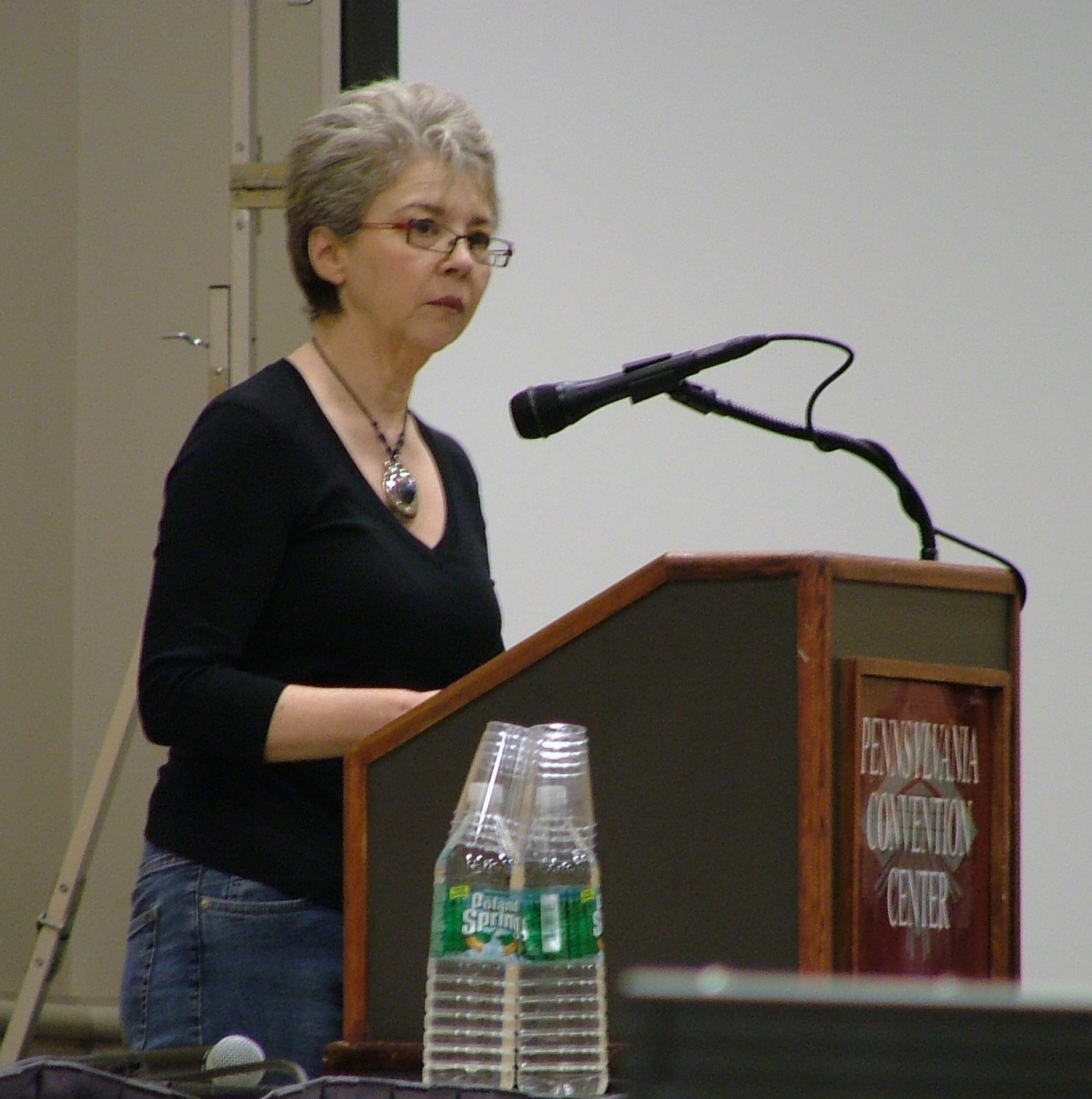
Mary Doria Russell, 2008

Mary Doria Russell (* 19. August 1950 in Chicago, Illinois) ist eine US-amerikanische Autorin von Science-Fiction- und historischen Romanen.

## Leben und Werk
Mary Doria Russell wuchs im Chicagoer Vorort Elmhurst als Tochter einer Marinekrankenschwester und eines Drillsergeant der Marines auf. Sie studierte an der University of Illinois und der Northeastern University und promovierte 1983 an der University of Michigan in Anthropologie. Danach erhielt sie ein Forschungsstipendium an der Case Western Reserve University, das sie wegen Stellenkürzungen vorzeitig abbrechen musste. Sie arbeitete einige Jahre als technische Redakteurin für Gebrauchsanweisungen. Als die Aufträge ausblieben, machte sie sich mit 45 Jahren an ihren ersten Roman The Sparrow (dt. „Sperling“). Der Roman wurde ein großer Erfolg. Er wurde in zwölf Sprachen übersetzt und erhielt zahlreiche Preise, darunter den Kurd-Laßwitz-Preis. Auch die Fortsetzung Children of God („Gottes Kinder“) wurde ein Bestseller. Seither hat sie vier historische Romane veröffentlicht, die bislang nicht ins Deutsche übersetzt wurden: A Thread of Grace (2005) und Dreamers of the Day (2008) beschäftigen sich mit Ereignissen aus der Geschichte des 20. Jahrhunderts, die inhaltlich zusammenhängenden Romane Doc (2011) und Epitaph (2016) erzählen die Geschichte von Doc Holliday und Wyatt Earp.

## Auszeichnungen
- 1997: James Tiptree Jr Memorial Award für The Sparrow
- 1998: Arthur C. Clarke Award für The Sparrow
- 1998: John W. Campbell Award
- 1998: British SF Association Award für The Sparrow
- 2001: Gaylactic Spectrum Award für The Sparrow/Children of God
- 2001: Kurd Lasswitz Preis für Sperling

## Romane
- The Sparrow. Villard, New York, 1996, ISBN 0-679-45150-1.
  - Sperling. Heyne Science-Fiction & Fantasy #6336, München, 2000, Übersetzerin Gisela Stege, ISBN 3-453-16180-7.
- Children of God. Villard, New York, 1998, ISBN 978-0679456353.
  - Gottes Kinder. Heyne Science-Fiction & Fantasy #6337, München, 2000, Übersetzerin Gisela Stege, ISBN 3-453-16199-8.
- A Thread of Grace. Random House, New York, 2005, ISBN 0-375-50184-3.
- Dreamers of the Day. Random House, New York, 2008, ISBN 1-4000-6471-6.
- Doc. Random House, New York, 2011, ISBN 1-4000-6804-5.
- Epitaph: A Novel of the O.K. Corral. Ecco/HarperCollins, New York, 2011, ISBN 0-0621-9876-9.